# میوه‌خواران

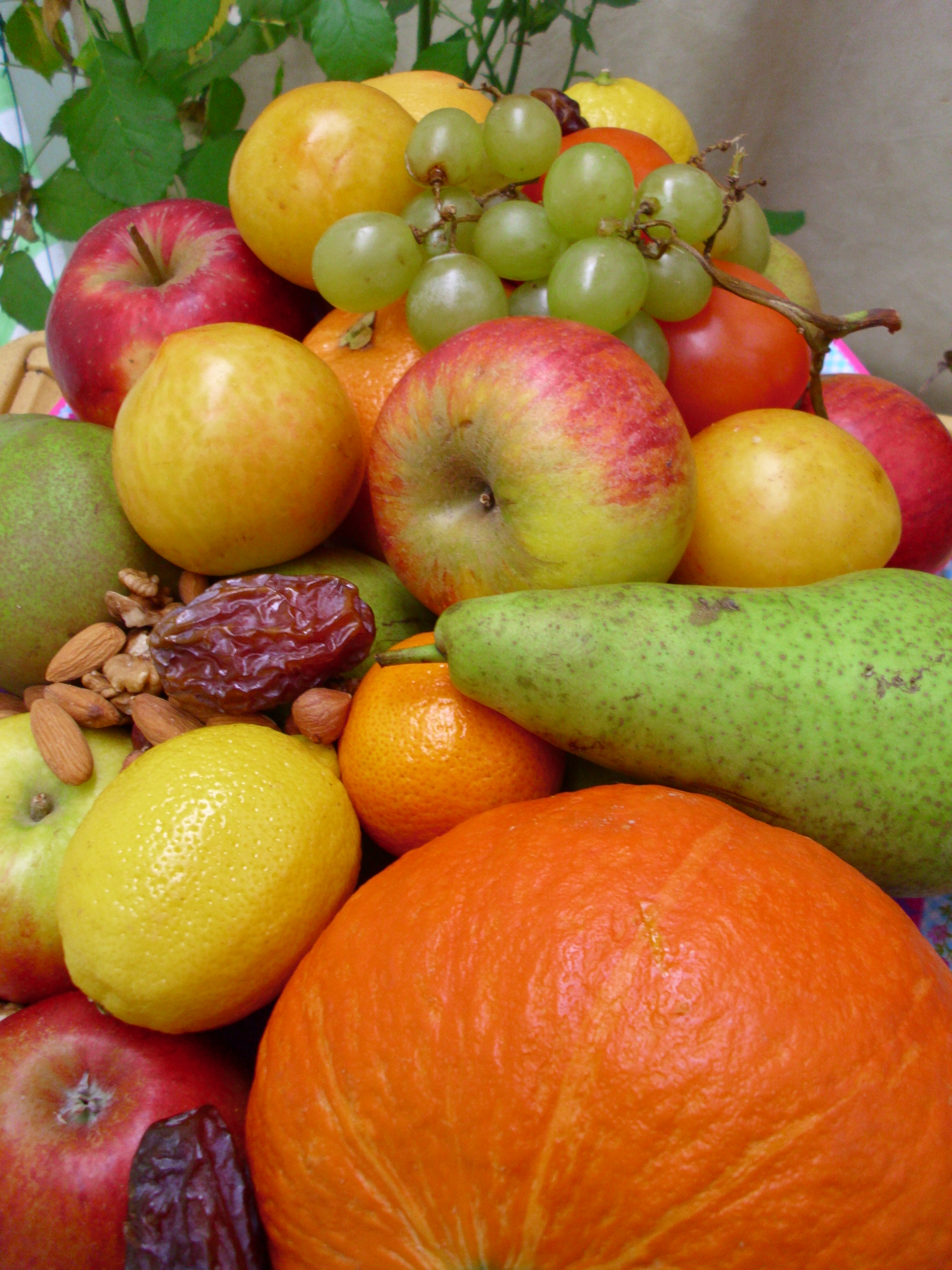
Varied fruits

میوه‌خواران (به انگلیسی: frugivore) گروهی از جانواران که میوه غذای ترجیحی‌شان است. حدودا بیست درصد از پستان‌داران میوه‌خوار هستند.